# Motohisa Ikeda

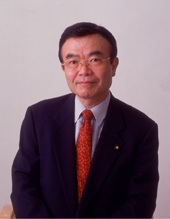
Motohisa Ikeda, 2011

Motohisa Ikeda (jap. 池田 元久, Ikeda Motohisa; * 20. Dezember 1940 in Fujisawa, Präfektur Kanagawa; † 22. Januar 2024 in Tokio) war ein japanischer Politiker der Demokratischen Partei (Kan-Gruppe) und Abgeordneter im Shūgiin, dem Unterhaus des japanischen Parlaments, für den 6. Wahlkreis Kanagawa.
Ikeda arbeitete nach seinem Studienabschluss 1964 an der politik- und wirtschaftswissenschaftlichen Fakultät der Waseda-Universität für den öffentlichen Rundfunksender NHK. 1989 verließ er den Sender, um in die Politik zu wechseln. Bei der Shūgiin-Wahl 1990 bewarb er sich als Kandidat der Sozialistischen Partei Japans (SPJ) im viermandatigen Wahlkreis Kanagawa 4 und wurde mit dem dritthöchsten Stimmenanteil gewählt. Allerdings verfehlte er bei der Wahl 1993 – der Wahlkreis war auf fünf Mandate aufgestockt worden – den fünfthöchsten Stimmenanteil um rund 3.500 Stimmen. 1994 wurde er Dozent an der betriebswirtschaftlichen Fakultät der Universität Kanagawa.
Nach der Wahlrechtsreform kandidierte Ikeda seit 1996 für die Demokratische Partei im neuen Einzelwahlkreis Kanagawa 6, der Teile der Stadt Yokohama umfasst. Nach zwei Siegen verlor er den Wahlkreis 2003 an Isamu Ueda (Kōmeitō), wurde aber noch über den Verhältniswahlblock Süd-Kantō wiedergewählt. 2005 musste er zunächst erneut aus dem Shūgiin ausscheiden, kehrte aber 2006 nach dem Rücktritt von Hisayasu Nagata im Livedoor-Skandal als Nachrücker ins Parlament zurück. Beim demokratischen Wahlsieg 2009 konnte er seinen Wahlkreis zurückgewinnen.
Im Shūgiin war er unter anderem Vorsitzender des Auswärtigen Ausschusses (2002–2004) und des Disziplinarausschusses (2007–2009). 2010 wurde er nach Antritt des neuen Premierministers Naoto Kan zunächst „Vizeminister“ im Finanzministerium, im September 2010 dann im Wirtschaftsministerium. Von 2011 bis 2012 war er Vorsitzender des Shūgiin-Sozialausschusses. Bei der Shūgiin-Wahl 2012 erhielt er in seinem Wahlkreis nur den dritthöchsten Stimmenanteil und verlor den Wahlkreissitz erneut an Isamu Ueda; als siebtbester Wahlkreisverlierer auf der Liste der Demokraten in Süd-Kantō verfehlte er auch ein Verhältniswahlmandat.